# Gabriel Ng Marino
Gabriel Ng (nacido como Gabriel Wahkit Ng Marino, nació el 30 de diciembre de 1985 en Valencia, Venezuela) es un productor, director y actor de cine venezolano, conocido por producir las películas Amnesia, Llamada Privada, Violeta 

## Reseña biográfica
Gabriel Ng es licenciado en Psicología Clínica egresado de la universidad Arturo Michelena en el 2011, es un director de cine de su país, catalogado por hacer películas de bajo presupuesto de diferentes géneros.

## Filmografía
- Violeta 2019 (Festival cine Trasnocho Cultural, Cines Unidos, Cinex, SuperCines) [4][5]
- Amnesia 2019 (Festival Cine Trasnocho cultural, Cines Unidos, Cinex, SuperCines )
- Llamada Privada 2023 (Festival Cine Mérida, 2023, Cines unidos, Cinex, SuperCines) [6][7][8]